# Cratere Lee
Lee è un cratere lunare di 41,17 km situato nella parte sud-occidentale della faccia visibile della Luna.
Il cratere è dedicato all'astronomo britannico John Lee.

## Crateri correlati
Alcuni crateri minori situati in prossimità di Lee sono convenzionalmente identificati, sulle mappe lunari, attraverso una lettera associata al nome.
| Lee | Coordinate            | Diametro (in km) |
| --- | --------------------- | ---------------- |
| A   | 31°30′00″S 41°14′24″W | 17,44            |
| H   | 30°51′S 38°51′W       | 4,53             |
| M   | 29°49′48″S 39°42′00″W | 72,33            |
| S   | 30°49′48″S 42°57′36″W | 6,89             |
| T   | 30°03′S 42°06′W       | 3,5              |